# Joan Caro
Joan Caro   (València, segle XV - València, 12 de març de 1524) va ser un dels líders ciutadans i militars de les Germanies valencianes.
Era un comerciant i mercader benestant, de nissaga sucrera, amb ascendència dins del gremi. Va ser un dels impulsors de la revolta de les Germanies, i va representar l'estament dels oficis en les ambaixades a Carles V en l'hivern de l'any 1519-20. A la primavera del 1520 pren el càrrec de mestre racional a València, però la seua moderació en les reformes contributives, que afectaven els gremis, va despertar aldarulls entre els agermanats radicals de Vicent Peris.
Al juny de l'any següent és nomenat capità general de la host de la ciutat que havia de fer front a l'exèrcit del lloctinent, però no aconsegueix controlar els saquejos de les files agermanades i dimiteix. Amb un parèntesi per la pèrdua de la capital per la Germania, és destituït de mestre racional el febrer de 1522.
Va representar els esforços diplomàtics entre la facció moderada dels agermanats i el virrei, que implicaven l'infant Enric d'Aragó i Pimental com a interlocutor entre les dues parts. En setembre de 1521, acorda a Peníscola que el virrei entre a València a canvi de la dissolució de la Germania del cap-i-casal. Posteriorment, Caro va promoure que els gremis aportaren homes a l'exèrcit reialista per sotmetre els reductes d'Alzira i Xàtiva. Quan aquestes ciutats van caure, el virrei va processar Caro pel seu passat com a líder agermanat; aquest fuig a la cort de Carles V en busca del perdó, però és tancat a la presó de Simancas.
En 1524 Germana de Foix el reclama per ser penjat i esquarterat a València. Seria rehabilitat sis anys després per les gestions dutes a terme pel fill Joan-Baptista Caro.